# نادیا هاتگان
نادیا هاتگان (رومانیایی: Nadia Hațegan زادهٔ ۱۳ اوت ۱۹۷۹) ژیمناست اهل رومانی است.